# Philippe Pinel
Philippe Pinel (Jonquières, 20 aprile 1745 – Parigi, 25 ottobre 1826) è stato uno psichiatra francese.
Secondo altre fonti sarebbe nato a Saint-André d'Alayrac (Linguadoca) o a Saint-Paul (Tarn).
È considerato un innovatore della psichiatria per la nuova concezione che egli introdusse nei riguardi del malato mentale separandolo da altre figure di emarginati sociali con i quali veniva comunemente associato.
Grazie alla sua preparazione multidisciplinare introdusse per primo l'analisi fisiologica della malattia mentale facendola emergere dal clima di mistero e superstizione che sino ad allora l'avvolgeva.

## Biografia
Si interessò agli studi di teologia e si laureò all'università di Tolosa in lettere (1772) e medicina (1773).
Approfondì la sua preparazione culturale nell'università di Montpellier dove per cinque anni raffinò, assieme al medico professore Paul Joseph Barthez (1734–1806), le sue cognizioni mediche, naturalistiche, matematiche e migliorò la conoscenza della lingua inglese.

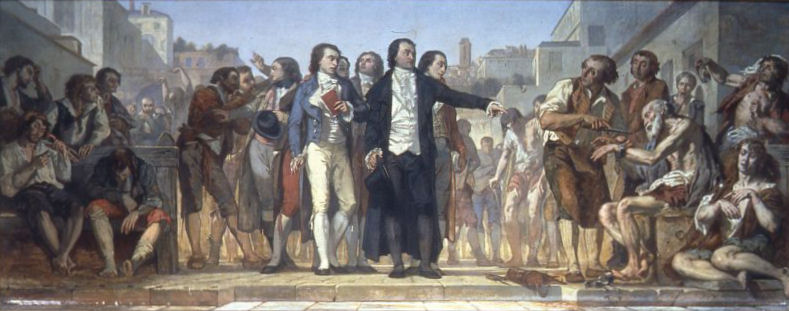
Pinel fa togliere le catene ai malati mentali a Bicêtre nel 1793, dipinto di Charles Louis Müller.

Trasferitosi a Parigi nel 1778 insegnò igiene e medicina legale e lavorò alla traduzione di opere filosofiche e mediche in specie quelle del medico dalmata Giorgio Baglivi. Scrisse inoltre articoli di divulgazione scientifica e di economia politica.
Dal 1787 cominciò ad interessarsi all'analisi medica delle malattie mentali e nel 1788 pubblicò Nosographie philosophique, ou la méthode de l'analyse appliquée à la médecine ("Nosografia filosofica, o il metodo dell'analisi applicato alla medicina"), opera dove teorizzava la necessità per il medico di scoprire i legami tra le malattie e le mutazioni anatomiche sostenendo che compito dell'indagine medica è ricercare le connessioni tra malattie e alterazioni anatomiche.
Per un concorso bandito dalla Société royale de médecine (Istituto reale di medicina) compose un saggio sulla cura delle alienazioni in età adulta che gli procurò il 25 agosto 1793 l'impiego nell'asilo di Bicêtre. Qui iniziò a lavorare con il soprintendente dell'ospedale Jean-Baptiste Pussin e rimase molto colpito dal suo metodo di lavoro, molto metodico e che riconosceva gli alienati come malati da curare. Nel 1797 Pussin, con il sostegno di Pinel, arrivò a bandire l'uso delle catene per immobilizzare i pazienti. Nasceva però il rischio che la segregazione fosse decisa dal potere e che i malati mentali, pur liberi dalle catene e assistiti da un medico che seguisse la malattia, finissero reclusi in un isolamento senza fine.

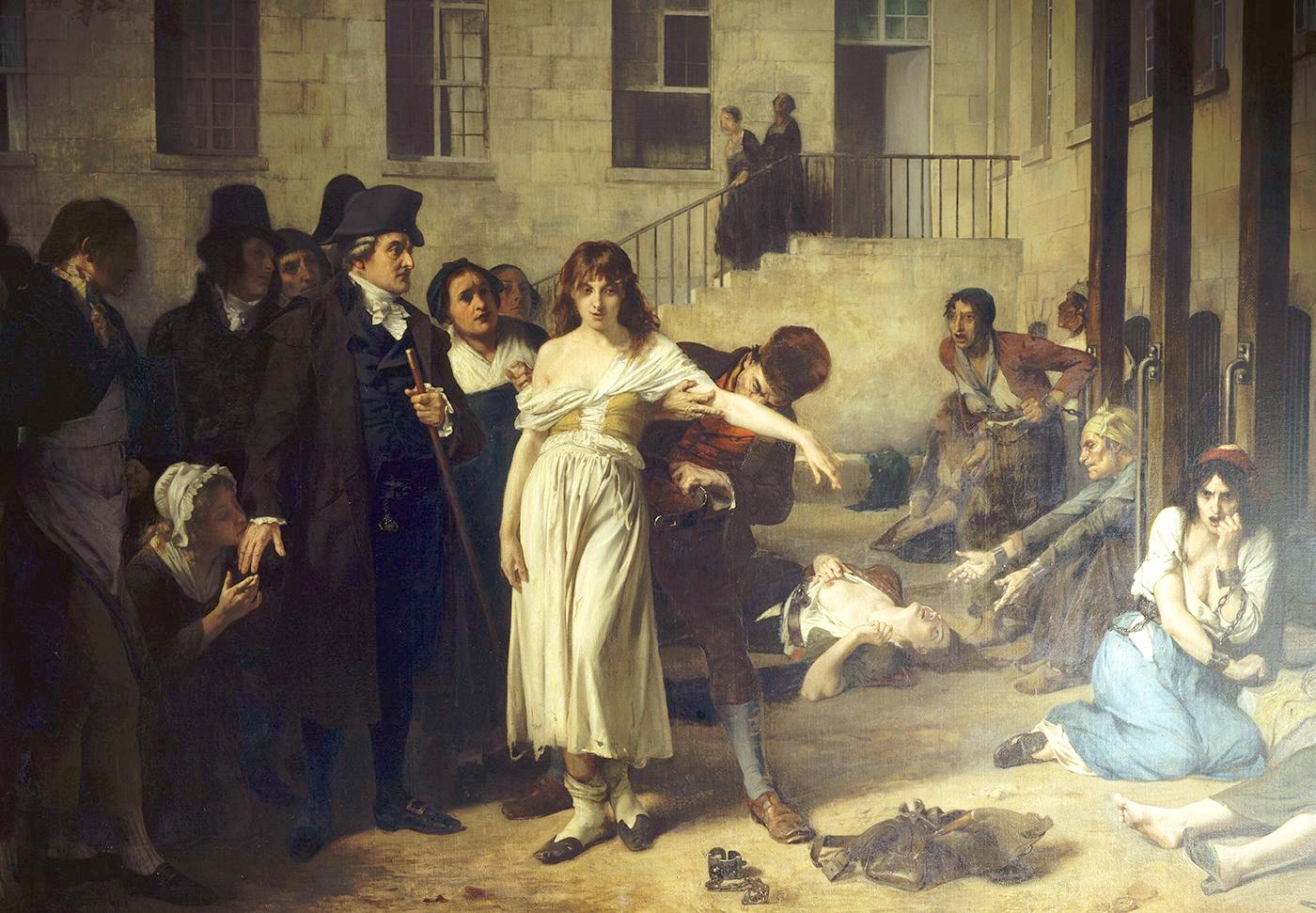
Pinel libera i malati mentali nell'ospedale della Salpêtrière nel 1795, di Tony Robert-Fleury

Nominato in seguito alla direzione del grande complesso psichiatrico della Salpêtrière, a Parigi fu il primo medico che si propose metodicamente di curare i pazienti psichiatrici gravi, e non solo di "custodirli" negli ospizi, come si usava allora.
Nei suoi scritti e nella sua pratica clinica, diede importanza a diversi elementi terapeutici, fra cui la costruzione di un rapporto personale costruito con colloqui con il malato, metodi di "terapia morale" (antesignana della psicoterapia), e l'uso di forme di ergoterapia. Ma venivano anche utilizzati «strumenti terapeutici… per ricondurre questi malati alla 'normalità'… particolarmente traumatici, volti a provocare uno shock: in queste strutture erano comuni docce ghiacciate, diete sbilanciate, isolamento e contenzione fisica, purghe, salassi, oppio, ecc.»
Questo suo comportamento, pur ispirato ai valori illuministici di libertà e fratellanza della Rivoluzione che in quel momento si diffondeva in Francia, insospettì il presidente del Comune rivoluzionario di Parigi che sobillò la folla ad aggredire Pinel nella convinzione che egli avesse dato rifugio a Bicêtre ai controrivoluzionari.
Nel 1801 scrisse il Traité médico-philosophique sur l'aliénation mentale ("Trattato medico-filosofico sull'alienazione mentale") dove classificò, in base a lesioni organiche, malattie mentali come: la melancolia (delirio parziale); la mania (delirio generalizzato); la demenza (indebolimento intellettuale generalizzato); l'idiotismo (mancanza totale delle funzioni intellettive). Comunque  le basi teoriche basilari si hanno nell'edizione del 1809 del Traité médico-philosophique sur l'aliénation  mentale  (cfr. Enrico Marco Cipollini, in OceanoNews).
Fu eletto membro della Académie des sciences nel 1803. L'Impero napoleonico accordò a Pinel grandi onori che la Restaurazione successivamente gli ritirò.
Le sue idee riprese dallo psichiatra Jean-Étienne Dominique Esquirol (1772–1840) ispirarono il regolamento psichiatrico del 1838 che rimase in vigore sino al 1990.

## Opere
- Nosographie philosophique, ou la méthode de l'analyse appliquée à la médecine (2 volumes, 1798) Pinel, Philippe (1798) – Wikiversity. Texte en ligne :
- Rapport fait à l'École de médecine de Paris, sur la clinique d'inoculation, le 29 fructidor, an 7 (1799). Texte en ligne :
- Trattato medico-filosofico sopra l'alienazione mentale (Traité médico-philosophique sur l'aliénation mentale ou La manie) (1800) Texte en ligne : 
  - Edizione it. Ph. Pinel, Trattato medico-filosofico sopra l'alienazione mentale: di Filippo Pinel, Orcesi, 1830.
- La médecine clinique rendue plus précise et plus exacte par l'application de l'analyse : recueil et résultat d'observations sur les maladies aigües, faites à la Salpêtrière (1804). Testo on line: Pinel, Philippe (1745-1826) - La médecine clinique rendue plus précise et plus exacte par l'application de l'analyse.
- « Lettres de Pinel, précédées d'une notice sur sa vie par son neveu, le Dr Casimir Pinel » in Gazette hebdomadaire de médecine et de chirurgie (1859)
- Genèse de la psychiatrie : les premiers écrits psychiatriques de Philippe Pinel, Le Sycomore, Paris, 1981